# Książę (film 2014)
Książę – brytyjsko–amerykański film akcji w reżyserii Briana A Millera. Scenariusz napisali Andre Fabrizio i Jeremy Passmore. W rolach głównych wystąpili John Cusack, Bruce Willis i Jason Patric. Ogólnoświatowa premiera odbyła się 22 sierpnia 2014 roku.

## Fabuła
Paul (Jason Patric) to obecnie samotny ojciec, w przeszłości boss gangsterskiego półświatka Las Vegas. Gdy uprowadzona zostaje jego córka wyrusza, postanawia ją odnaleźć. Poszukiwania zaprowadzają go do Las Vegas. Wraz z Samem (John Cusack) - przyjacielem z przeszłości. Obaj będą musieli stawić czoła gangsterowi Omar (Bruce Willis), który czekał na okazję do zemsty.

## Obsada
- Jason Patric jako Paul
- Bruce Willis jako Omar
- John Cusack jako Sam
- Curtis Jackson jako Pharmacy
- Jung Ji-hoon jako Mark
- Jessica Lowndes jako Angela
- Gia Mantegna jako Beth
- Jesse Pruett jako Wilson
- Didi Costine jako Rachel
- Bonnie Somerville jako Susan
- Tim Fields jako Jimmy
- Johnathon Schaech jako Frank
- Andrea Burns jako Janine
- Courtney B Turk jako Meagan